# Centre d'études des tunnels
 (mars 2016).
En France, le Centre d'études des tunnels (CETU) est un service technique central du ministère de l'Écologie (ou du développement durable), placé sous la tutelle de la direction générale des Infrastructures, des Transports et de la Mer (DGITM). Créé le 31 décembre 1970, il fait partie du « Réseau scientifique et technique » (RST) français.
Ses domaines de compétences comprennent la conception, la construction, l'entretien, l'exploitation et la sécurité des tunnels routiers et autoroutiers.
Il est basé à Bron, près de Lyon.